# Jeunesses socialistes d'Espagne
Les Jeunesses socialistes d'Espagne (en espagnol: Juventudes Socialistas de España, JSE) est l'organisation de jeunesse du Parti socialiste ouvrier espagnol (PSOE).

## Histoire
Le mouvement est fondé en 1903 à Erandio, en Biscaye, par Tomás Meabe.

## Personnalités liées au mouvement
- Trinidad Jiménez
- Leire Pajín
- Elena Valenciano
- Patxi López
- Emiliano García-Page
- Laura Seara
- Juan Andrade
- César Luena
- Miguel Ángel Heredia
- Adriana Lastra
- Alfonso Perales
- Aurora Arnáiz
- José del Castillo Sáenz de Tejada
- Federico Melchor
- Ángeles Flórez Peón